# لاچین‌لار
لاچین‌لار ( ترکی آذربایجانی: Laçınlar) یک منطقهٔ مسکونی در جمهوری آرتساخ است که در استان شوشی واقع شده‌است.